# 軌跡 (ジャン・ミッシェル・ジャールのアルバム)
『軌跡』（きせき、ÉQUINOXE）はジャン・ミッシェル・ジャールのアルバム。

## 題名
日本国内盤のジャケットに記述された原題は「EQUINOXE」（全て大文字）。本作のライナーノーツに記された解説によれば、意味は「分点」。ただし、その意味である場合、ジャン・ミッシェル・ジャールの母国語であるフランス語ではÉquinoxe（最初の文字がÉ：アキュートアクセント付きのE）、英語ではEquinoxとなる。

## 曲目
1. 軌跡パート1 (2:24)
2. 軌跡パート2 (5:01)
3. 軌跡パート3 (5:15)
4. 軌跡パート4 (6:48)
5. 軌跡パート5 - きらめくダイヤスター (3:47)
6. 軌跡パート6 (3:23)
7. 軌跡パート7 (7:06)
8. 軌跡パート8 (5:20)

※ カナ表記の題名は国内盤（ポリドール P33P 50023）のライナーノーツの記載を踏襲している。

## 概要
ジャン・ミッシェル・ジャールのシンセサイザー音楽作品としての第2作。
軌跡パート5 - きらめくダイヤスターは「ラドー・ダイヤスター・クォーツ（腕時計）」のCM音楽に起用された関係でシングル・カットされた。シングルのB面（カップリング）は軌跡パート1。